# Venedikt Mart
Pour les articles homonymes, voir Mart.
Venedikt Mart ou Venedikt Marine, de son nom de naissance Venedikt Nikolaïevitch Matveïev (respectivement en russe : Венедикт Март, Венедикт Марьин, Венеди́кт Никола́евич Матве́ев), né le 27 mars 1896 à Vladivostok et mort le 16 octobre 1937 à Kiev, est un poète futuriste russe et soviétique, écrivain et traducteur du chinois et du japonais. Il est le père du poète Ivan Elagin.

## Biographie
Venedikt Nikolaïevitch est le fils d'un écrivain renommé, Nikolaï Matveïev, ethnographe et traducteur du japonais. Il a pour parrain Ivan Iouvatchov (ru), exilé en Extrême-Orient russe, lui-même père du poète Daniil Harms.
Il fait ses études au lycée de Vladivostok, où il commence à écrire des vers. Son premier recueil de poèmes, Élans («Порывы») paraît en 1914 à Vladivostok. Il publie également dans l'imprimerie de son père, avec comme nom d'éditeur Haishin-Wei (Хайшин-вей) deux autres livres de poèmes, Maison noire («Черный Дом») et Ariettes («Песенцы»). Dans ce second recueil figurent ses premières traductions, datant de 1914, de poètes japonais, pour partie postérieurs à la Restauration de Meiji.
En 1918, il voyage au Japon, écrit des tanka et des haïku, et adresse des notes de voyage aux revues de l'Extrême-Orient russe. À l'été 1920, il part dans la ville russe d'Harbin (ru). Il publie près de douze livres, soit de ses propres poèmes, soit de traductions de poètes chinois anciens. Il se drogue à la morphine et à l'opium. En 1922 il fait paraître une « nouvelle en miniature », Sur les carrefours amoureux du caprice («На любовных перекрёстках причуды»).
Fin 1923, il est de retour en URSS avec son fils. Il y fait paraître une série d'ouvrages en prose, notamment sur des thèmes orientaux. Il prend activement part à la vie littéraire non officielle, se lie d'amitié avec Daniil Harms, et devient le prototype du poète Septembre dans le roman de Konstantin Vaguinov, Le Chant du bouc («Козлиная песнь»).
Il est également proche de Sergueï Essénine, et se fait connaître par une vie faite de scandale et d'ivrognerie. En octobre 1928, il a été arrêté à Moscou pour une querelle avec voies de fait et incarcéré à la prison de Boutyrka, puis condamné à trois ans d'exil à Saratov.
En 1932 s'installe à Kiev. Il est de nouveau arrêté le 12 juin 1937, sur le fondement d'accusations d'espionnage au profit du Japon. Il est condamné par l'article 54-6 1 du code pénal soviétique (espionnage) et fusillé le 16 octobre 1937.

## Publications
- (ru) Черный Дом [« Maison noire »],‎ 1917 ;
- (ru) Песенцы [« Ariettes »],‎ 1917 ;

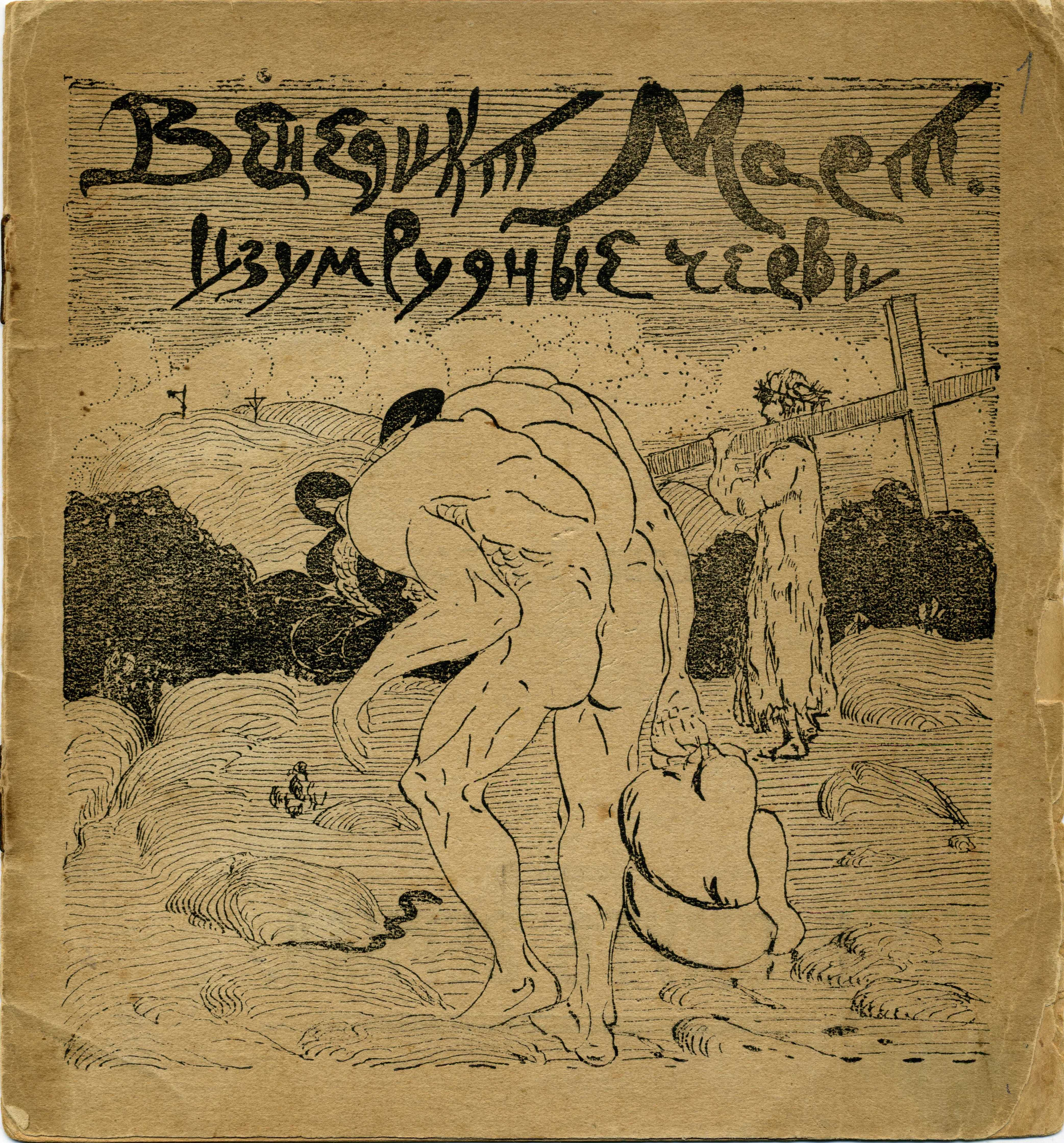
Couverture deVers d'émeraude («Изумрудные черви», 1919).

- (ru) Фаин [« Fain »]  (avec Gavril Elf (Гавриил Эльф)),‎ 1919 ;
- (ru) Тигровьи чары [« Sortilèges de tigres »],‎ 1920 ;
- (ru) На любовных перекрестках причуды [« Sur les carrefours amoureux du caprice »],‎ 1922 ;
- (ru) Логово рыжих дьяволов. О Шанхае [« Le repaire des diables roux. Shanghai »],‎ 1928 ;
- (ru) Речные люди. Повесть для детей из быта „Современного Китая“ [« Les gens de la rivière. Nouvelle pour enfant tirée de la vie quotidienne de la Chine contemporaine »],‎ 1930 ;
- (ru) ДЭРЭ — водяная свадьба. Рассказ [« DERE - Les noces d'eau. Récit »],‎ 1932 ;
- (ru) Ударники финансового фронта [« Travailleurs de choc du front financier »],‎ 1933.